# Trnava (Gornji Bogićevci)
Trnava is een plaats in de gemeente Gornji Bogićevci in de Kroatische provincie Brod-Posavina. De plaats telt 213 inwoners (2001).